# Relations entre l'Arménie et Singapour
Les relations entre l'Arménie et Singapour se réfèrent aux relations extérieures bilatérales entre l'Arménie et Singapour. L'ambassade d'Arménie est située à Pékin, la Chine étant accréditée à Singapour. Singapour ne dispose pas de représentation diplomatique en Arménie.
En février 2012, les premiers ministres des deux pays se sont réunis à Singapour. Ils ont conféré au sujet de l'augmentation de leurs alliances économiques et culturelles et des développements survenus dans leurs pays.